# Dosan-myeon, Andong
Dosan-myeon (koreanska: 도산면)  är en socken i kommunen Andong i provinsen Norra Gyeongsang i den centrala delen av Sydkorea, 190 km sydost om huvudstaden Seoul.